# Thomas Langerud Kristoffersen
Thomas Langerud Kristoffersen (geboren am 31. Januar 2000 in Oslo) ist ein norwegischer Handballtorwart.

## Verein
Langerud wuchs in Oslo auf. Er begann mit dem Handball beim Verein Ullern Håndball, wechselte im Jahr 2009 dann zu Haslum HK. Für diesen norwegischen Verein stand er ab 2018 als Handballtorwart unter Vertrag. Für die Zeit ab der Saison 2023/2024 hat er im Juni 2022 einen Drei-Jahres-Vertrag beim polnischen Verein Wisła Płock unterschrieben. Gleich zum Vertragsbeginn wurde er an den deutschen Zweitligisten TuS Vinnhorst ausgeliehen. Im Jahr 2024 unterschrieb er einen Zweijahresvertrag beim schwedischen Erstligisten Amo Handboll.
Mit Haslum spielte er in der EHF European League in der Spielzeit 2020/2021.

## Auswahlmannschaften
Er spielte mehrfach für die norwegische Jugend- und Juniorennationalmannschaft.